# Cruzada albigense

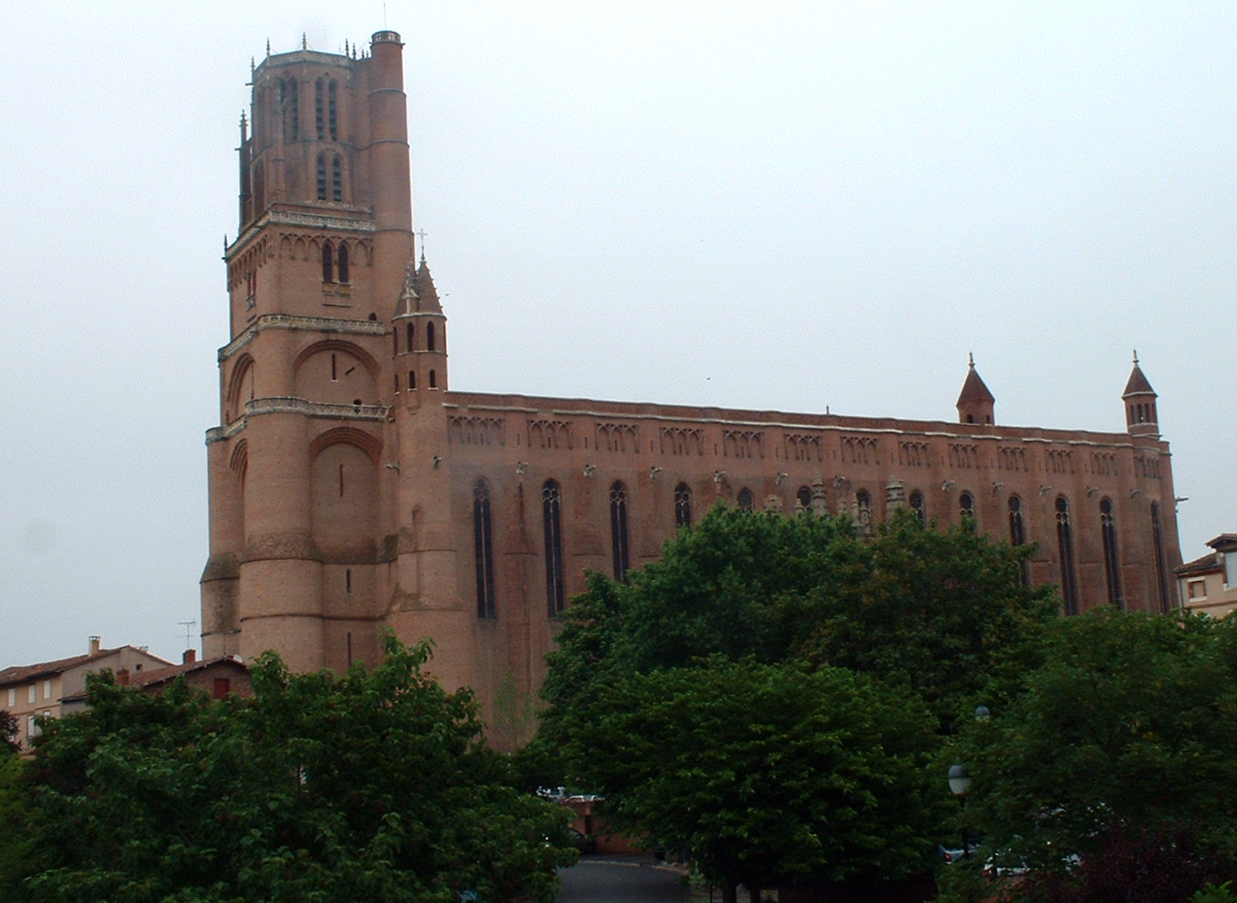
Catedral de Albi, localidad francesa que dio nombre al movimiento religioso combatido por la fuerza por la Iglesia católica.

La cruzada albigense —denominación derivada de Albi, ciudad situada en el suroeste de Francia—, también conocida como cruzada cátara o cruzada contra los cátaros, fue un conflicto armado que tuvo lugar entre 1209 y 1244, por iniciativa del papa Inocencio III con el apoyo de la dinastía de los Capetos (reyes de Francia en la época), con el fin de reducir por la fuerza el catarismo, una herejía de la Iglesia católica asentada desde el siglo XII en los territorios feudales del Languedoc, favoreciendo la expansión hacia el sur de las posesiones de la monarquía capetana y sus vasallos.
A pesar de los esfuerzos de la Iglesia, incluyendo la intervención del Papa Eugenio III y San Bernardo, las doctrinas albigenses se expandieron. En 1179, el Tercer Concilio Ecuménico de Letrán instó a usar la fuerza contra los herejes. La situación se intensificó con la llegada de Inocencio III, quien, tras el asesinato de su legado, convocó una cruzada contra los albigenses. Raimundo VI de Toulouse, inicialmente favorable a la herejía, se vio obligado a combatir a sus antiguos aliados.
La cruzada, liderada por Simón de Monfort, se convirtió en una guerra de conquista, resultando en la toma de ciudades como Béziers y Carcassonne. A pesar de los intentos de reconciliación, la guerra continuó, y tras la muerte de Simón, su hijo Amalrico heredó la lucha, aunque con poco éxito. Finalmente, el territorio fue cedido al rey de Francia, y el Concilio de Toulouse (1229) confió a la Inquisición la represión de la herejía albigense, que desapareció hacia finales del siglo XIV.

## Geopolítica occitana de la época

Mapa del territorio en vísperas de la batalla de Muret

A principios del siglo XIII, las regiones del Languedoc se encontraban bajo el dominio de varios señores: 
- El condado de Tolosa, gobernado por Ramón VI de Tolosa, dominaba la zona comprendida entre los valles del Garona, Rouergue y Quercy, a los que se añadían sus posesiones en la Alta Provenza. Aunque Ramón VI tenía relaciones con la Corona de Aragón, no se puede afirmar que rendía vasallaje directo a esta.
- El condado de Cominges, bajo el poder de Bernardo IV de Cominges, conde de Cominges y de Bigorra, primo hermano del conde de Tolosa y vasallo del mismo en tanto que señor de Samatán y Muret.
- El condado de Foix, cuyo titular era Raimundo Roger I, vasallo del conde de Tolosa.
- El vizcondado de Béarn.
- El vizcondado de Carcasona, Béziers, Albi y Limoux, cuyo señor feudal era Ramón Roger Trencavel, sobrino de Raimundo VI. Poseía el principado que abarcaba desde Carcasona a Béziers. La familia Trencavel mantenía relaciones complejas con la Corona de Aragón, pero no se puede afirmar que rendía homenaje directo a esta.. La dinastía feudal Trencavel mantenía asimismo alianzas con el Vizcondado de Minerve.
- La Corona de Aragón, dominios del rey Pedro II de Aragón, a la que rendían vasallaje los condes de Tolosa.

Las cinco diócesis cátaras —Albi, Cahors, Carcasona, Narbona y Toulouse—, e incluso Agen, ocupaban casi exactamente los territorios de los grandes señores feudales del Languedoc. Los cátaros recibían el apoyo de algunos nobles y habían logrado asentarse gracias a la acción ejemplar de los Perfectos —seguidores cátaros de una vida ascética—y a la insatisfacción de la población con el clero católico. Aunque los Perfectos y Perfectas no eran muy numerosos, una parte significativa de la población toleraba su doctrina e incluso la favorecía.

## Causas de la Cruzada

### Albigenses
(De Albi, en latín Albiga, la actual capital del departamento del Tarn). Una secta neo-maniquea que floreció en el sur de Francia en los siglos XII y XIII. El nombre de albigenses, que les dio el Concilio de Tours (1163) prevaleció hacia el fin del siglo XII y fue durante mucho tiempo aplicado a todos los herejes del sur de Francia. También se les llamó cátaros (katharos, puro), aunque en realidad fueron sólo una rama del movimiento cátaro. El surgimiento y extensión de la nueva doctrina en la Francia meridional fue favorecido por diversas circunstancias, entre las cuales pueden mencionarse: la fascinación ejercida por el fácilmente comprensible principio dualista; el residuo de elementos doctrinales judíos y mahometanos; la riqueza, ocio, y mente imaginativa de los habitantes de Languedoc; su desprecio por el clero católico, causada por la ignorancia y la vida mundana, demasiado frecuentemente escandalosa, de éste; la protección de una abrumadora mayoría de la nobleza, y la íntima combinación local de aspiraciones nacionales y sentimientos religiosos.

### El catarismo
El catarismo es frecuentemente clasificado como una religión de carácter gnóstico y maniqueísta, especialmente inspirada en el movimiento de los bogomilos que surgieron en el siglo X en los Balcanes y con influencias litúrgicas del cristianismo primitivo.
Tuvo un fuerte auge durante los siglos XII y XIII en Europa occidental donde llegaron a ser conocidos también como albigenses, en alusión a la ciudad de Albi donde residían algunas de las mayores comunidades cátaras, junto con otras establecidas en el norte de Italia, en el reino de Aragón y condado de Barcelona, aunque su enclave principal se encontraba en la región del Languedoc. Se implantó principalmente en los burgos, poblaciones complejas en las que coexistían los señores, caballeros, burgueses y gente del pueblo; pueblos y ciudades con talleres, artesanos y comercio. En 1178 Henri de Marcy, legado del papa, calificó las poblaciones de implantación cátara con el apodo en latín de sedes Satanae —sedes de Satán—.

#### Doctrina
El catarismo se basaba en una interpretación dualista del Nuevo Testamento (rechazaban el Antiguo por ser una crónica de la creación del mundo material por el falso Dios, también denominado Demiurgo). De este modo defendían la existencia de dos principios supremos: el 'Bien' y el 'Mal', siendo el primero el creador de los espíritus y el segundo el del mundo material. Sin embargo, los cátaros promovían la castidad y rechazaban la procreación, considerando que traer almas al mundo material era un error.
Para ellos el mundo era una plasmación de esta dualidad en la que vagaban las almas (espíritus puros creados por el Dios bueno) envueltas en sus cuerpos (materia creada por el Dios malo). Rechazaban el concepto del infierno, siendo el equivalente a este el propio mundo en el cual las almas debían purificarse a través de sucesivas reencarnaciones o transformaciones hasta alcanzar un grado de autoconocimiento que les llevaría a la visión de la divinidad escapando del mundo material al paraíso inmaterial.
Para llegar a este estado predicaban una vida ascética y contemplativa. A los que la seguían se les denominaba «Perfectos» y se les consideraba una especie de herederos o continuadores de las prácticas de los apóstoles teniendo el poder de absolver de los pecados a través de la ceremonia del consolamentum o bautismo, único sacramento en la religión cátara.

### Posición de la Iglesia católica

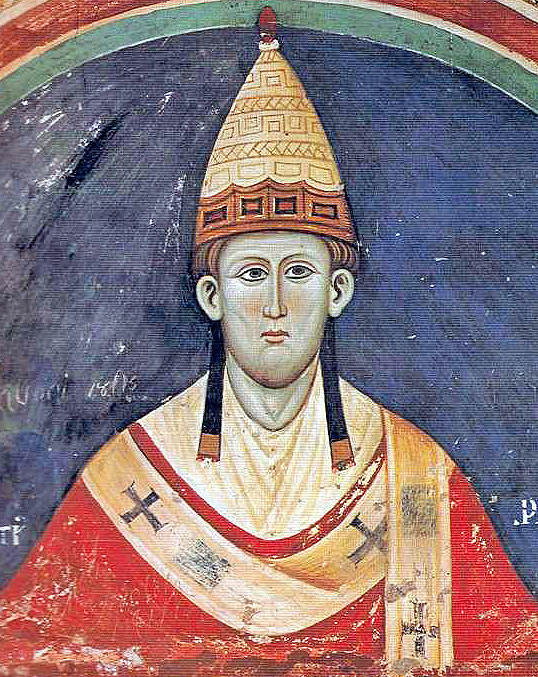
Inocencio III

La doctrina cátara choca radicalmente con la predicada por la Iglesia. Entre otras cosas:
1. Niega la existencia de un único Dios al afirmar la dualidad de las cosas (existencia de un Dios malo).
2. Niega el dogma de la Trinidad, rechazando el concepto del Espíritu Santo y afirmando que Jesús no es el hijo de Dios encarnado sino una aparición que muestra el camino a la perfección.
3. Plantea un concepto del mundo y la Creación diferente (para los católicos el mundo y el hombre son buenos pues son creados por Dios y el pecado viene de la corrupción del hombre en el pecado original).
4. Propugna la salvación a través del conocimiento en vez de a través de la fe en Dios.

Además, el modo de vida ascético predicado y practicado por los Perfectos contrastaba con la corrupción y el lujo ampliamente extendidos en la Iglesia católica, representando una amenaza para la supervivencia de las diócesis católicas en un medio rural empobrecido y cansado de diezmos eclesiásticos.
También rechazaban los juramentos, por ser ataduras al mundo material, lo que atacaba a su vez la propia disposición de la sociedad feudal europea, donde dado el analfabetismo reinante casi todas las transacciones comerciales y compromisos de fidelidad se basaban en juramentos.
Por todo ello la Iglesia romana con el papa Celestino III trató de contrarrestar el auge del catarismo mediante una política misionera, multiplicando las fundaciones cistercienses y enviando a predicadores de relevancia como Bernardo de Claraval en el siglo XII.
Ya a finales de dicho siglo, Celestino III fue sucedido por Inocencio III, que por su origen familiar era un gran señor feudal. Creía en la virtud de las armas cuando estaban guiadas por Dios; también era un jurista, formación que había recibido en París y Bolonia. Comprendió que el catarismo había surgido por una carencia de la Iglesia; había pocos clérigos católicos bien instruidos, pocas abadías y obispos; muchos de estos últimos no visitaban sus diócesis más que para recoger impuestos.
El 1 de abril de 1198 escribió a sus arzobispos instándoles a castigar a los herejes cátaros. En 1199 se equiparó la herejía al crimen de lesa majestad; en lo sucesivo, los herejes obstinados serían proscritos y sus bienes confiscados. Esta disposición se extendió a Occitania en julio del año 1200. Instituyó legados y les otorgó plenos poderes: derecho de excomunión, de pronunciar interdicto, de hacerse obedecer por los prelados y, en caso necesario, de sustituirlos por hombres más decididos. Su principal misión consistía en reformar el clero local y combatir la herejía.

### Las misiones

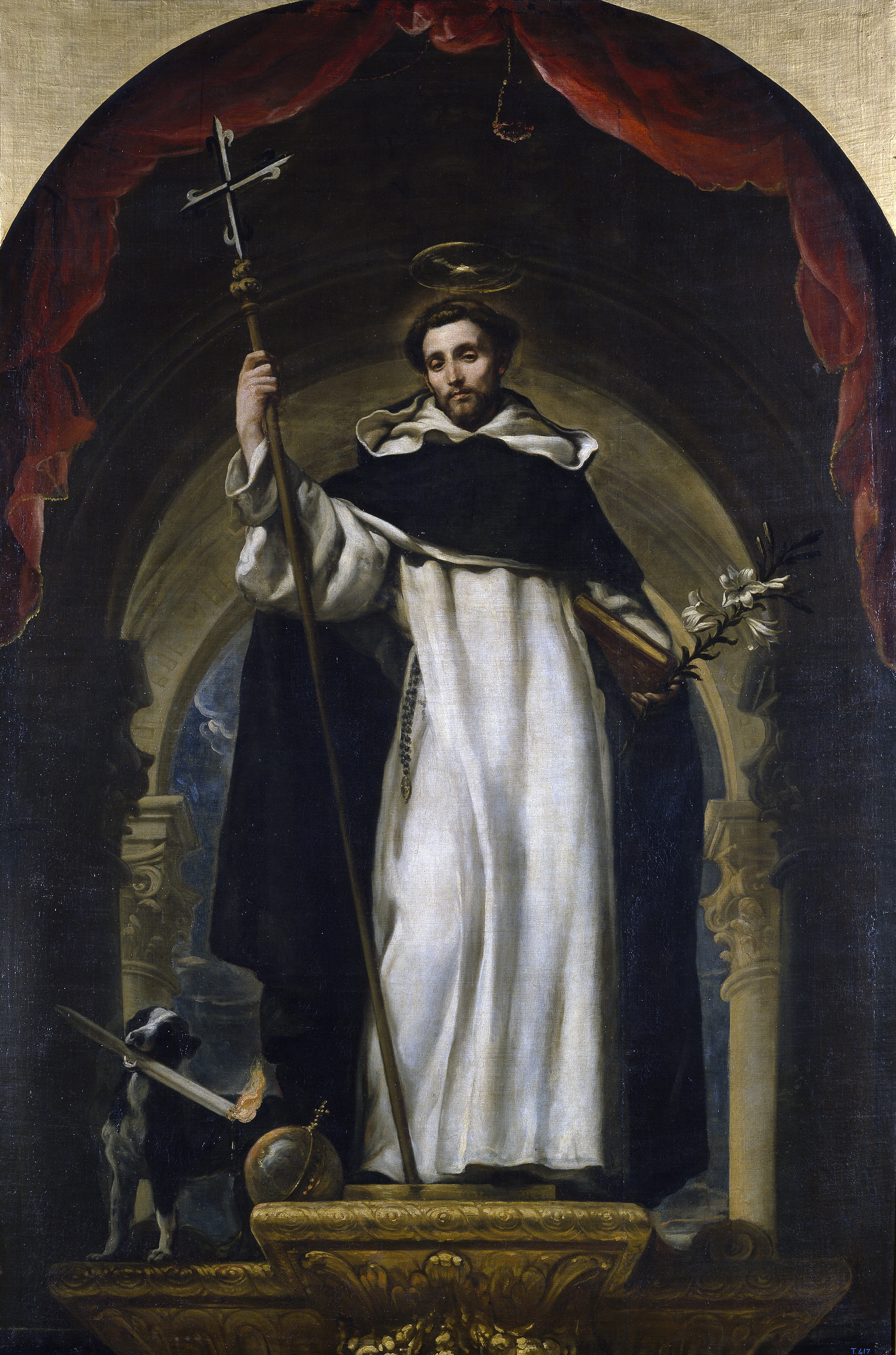
Domingo de Guzmán

En 1203 Inocencio III designó como legados a dos hermanos cistercienses de la abadía de Fontfroide, Raoul de Fontfroide y Pierre de Castelnau, un jurista de la orden del císter que se conducía con la intransigencia de un juez seguro de la ley que aplicaba. En diciembre se dirigieron a Toulouse donde hicieron jurar al conde que se extirparía la herejía. En febrero de 1204 tuvo lugar una reunión en Béziers presidida por el rey Pedro II de Aragón. El rey se había reconocido vasallo de la Santa Sede pero, en contra de lo que pedían los legados, manifestó que no estaba dispuesto a hacer uso de la espada contra sus vasallos occitanos.
Unos meses más tarde, Arnaud Amaury, abad de Cîteaux, se unió a la delegación, pero incluso con su llegada, los legados no lograron avances significativos. Su enfoque no era el más adecuado para alcanzar el éxito que pretendían: recorrían el país con un séquito considerable, lo que contrastaba con la pobreza y la humildad que muchos en la región esperaban de los representantes de la Iglesia. Es lógico el efecto adverso que causaron cuando precisamente el lujo y la suntuosidad era lo que más reprochaba el pueblo occitano a la iglesia romana. En mayo de 1206 los abades decidieron regresar a sus respectivas abadías. En el camino de regreso hicieron una parada en Montpellier y allí coincidieron con dos castellanos que regresaban de Roma. Eran Diego de Acebes, obispo de Osma, y su viceprior, Domingo de Guzmán, posterior fundador de la Orden dominica. Este encuentro fue decisivo. Los legados plantearon sus dificultades: cuando predicaban se les objetaba el comportamiento detestable de los clérigos, pero si se dedicaban a reformar a los clérigos, tendrían que renunciar a la predicación. Los castellanos plantearon la solución: dejar de lado la reforma de los clérigos y dedicarse exclusivamente a la predicación pero, para que esta fuera eficaz, era preciso que cumpliera una condición imperativa: la pobreza, es decir, viajar con humildad, ir a pie, sin dinero, en parejas de dos en dos, imitando las costumbres de los  los apóstoles.
Poco a poco, los métodos de Diego de Acebes y Domingo de Guzmán comenzaron a tener efectos, logrando convertir a algunos creyentes cátaros e incluso a algunos Perfectos. Diego regresó a Osma, mientras que Domingo eligió como compañero a Guillem Claret, clérigo de Pamiers, y se estableció en Fanjeaux, donde convirtió a un grupo de mujeres creyentes cátaras, a las que instaló en el monasterio de Prouilhe, que se convirtió en un centro educativo y hospitalario.

### El fracaso de las misiones y elcasus belli

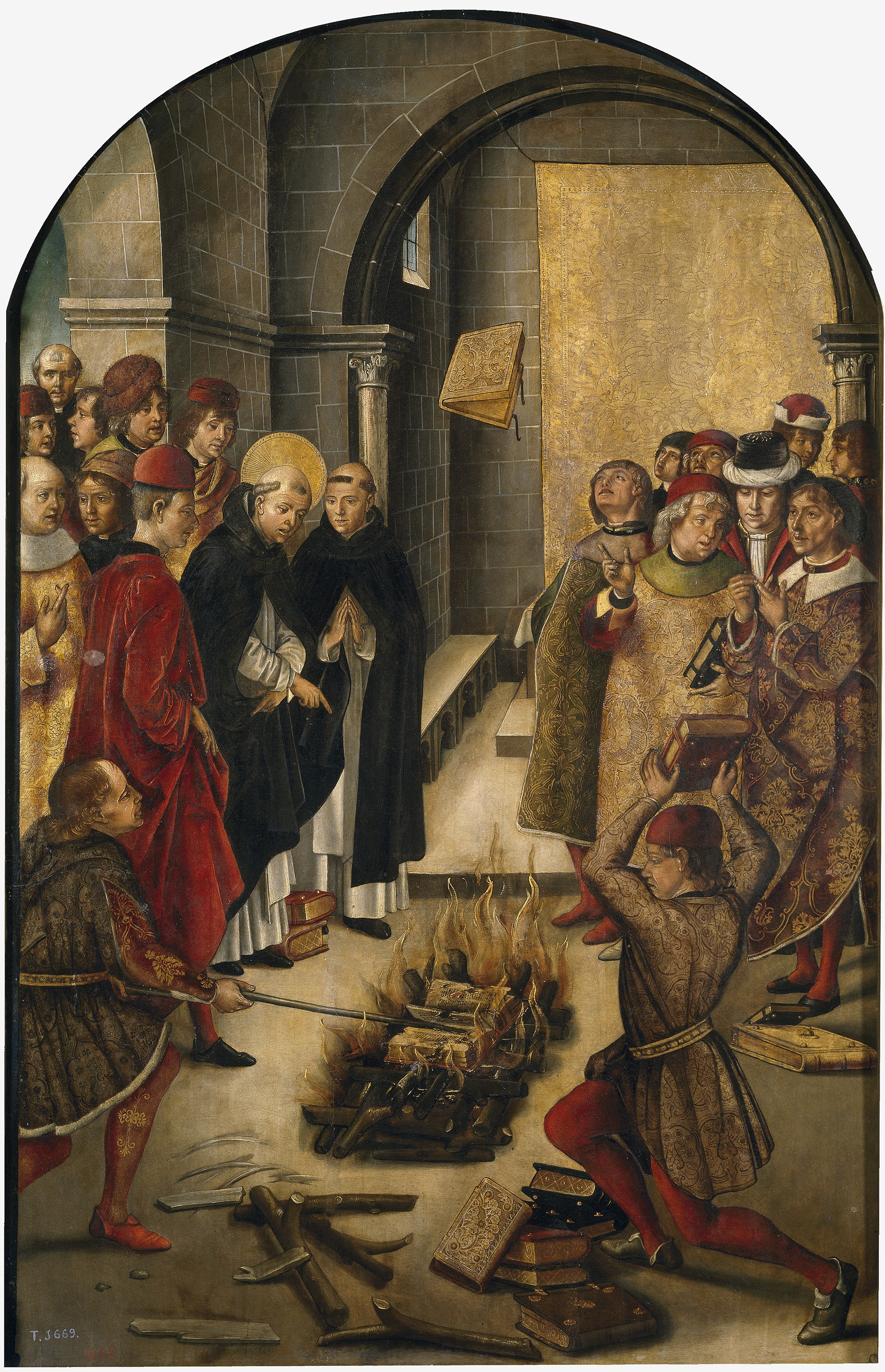
Auto de Fe de Santo Domingo de Guzmán, obra del pintor renacentista Berruguete, exhibido en el Museo del Prado, reproduce una escena de la obra fracasada de conversión de los cátaros encargada a Domingo de Guzmán.

Los logros de Domingo de Guzmán ponían de manifiesto la eficacia de sus métodos, pero se trataba de una predicación larga y difícil que exigía modestia y paciencia, Domingo de Guzmán parecía adaptado a esta situación pero no así los cistercienses que esperaban una conversión en masa y entusiasta y, en lugar de ello, tenían que ir de población en población enfrentándose a los contrapredicadores cátaros que en ocasiones conocían el Evangelio mejor que sus propios clérigos. Para ellos, la campaña de 1207 fue un fracaso.
En este clima, con la herejía en pleno auge y la creciente humillación de la Iglesia Romana ante la pasividad y connivencia de los señores occitanos, solo faltaba una chispa que sirviera de argumento a Inocencio III para tomar medidas más drásticas. Esta se produjo en la primavera de 1208 con el asesinato del legado papal Pedro de Castelnou en Saint-Gilles (atribuido según las crónicas a una orden del conde tolosano Raimundo VI). El papa pronunció un anatema contra el conde tolosano y declaró sus tierras «entregadas como presa». Esto equivalía a una llamada directa a Felipe II Augusto, rey de Francia, así como a todos los condes, barones y caballeros de su reino para acudir a la cruzada.

## Desarrollo de la cruzada
En esta cruzada se suelen distinguir tres fases.
Una primera etapa, a partir de 1209 y que destacó por episodios de gran violencia como el de la matanza de Béziers. Se enfrentaron fuerzas reunidas por señores vasallos de los Capetos provenientes principalmente de Isla de Francia y del Norte, mandadas por Simón de Montfort, contra parte de la nobleza tolosana encabezada por el conde Ramón VI de Tolosa y la familia Trencavel. Estos últimos, vasallos del rey de Aragón Pedro II el Católico, invocaron la participación directa en el conflicto del monarca aragonés, que resultó derrotado y muerto en el curso de la batalla de Muret en 1213.
Montfort murió en 1218 durante un asedio a la ciudad de Toulouse, pero su muerte no fue el fin de la cruzada, ya que la lucha continuó bajo otros líderes. Tras el retorno del conde Raimundo VII de Tolosa y la consolidación de la resistencia occitana apoyada por el conde de Foix y fuerzas aragonesas, decidieron la intervención militar de Luis VIII de Francia a partir de 1226 con el apoyo del papa Honorio III parte de un esfuerzo más amplio para consolidar el control sobre el sur de Francia, pero no se debe simplificar como una mera respuesta a la resistencia occitana. La política de la época era compleja y estaba influenciada por múltiples factores, incluyendo la lucha por el poder entre los reinos de Francia y Aragón.
En noviembre de 1226 murió el rey de Francia, pero la cruzada continuó bajo el mando de la regente, su viuda Blanca de Castilla. Los cruzados tomaron Toulouse y se firmó el Tratado de Meaux-París de 1229, en el que se pactó la boda de hija de Raimundo VII de Tolosa con el hermano del rey de Francia, lo que llevaría a la integración del territorio occitano en la Corona francesa.
En una tercera y última etapa los abusos de la Inquisición y otras causas, provocaron numerosas revueltas y sublevaciones urbanas y decidió una última tentativa de Raimundo VII a la que tuvo que renunciar a pesar del apoyo de la Corona inglesa y de los condes de Lusignan, terminando con la toma de las últimas fortalezas de Montsegur y de Queribus en 1244.

### El asesinato de Castelnau y llamada a la cruzada

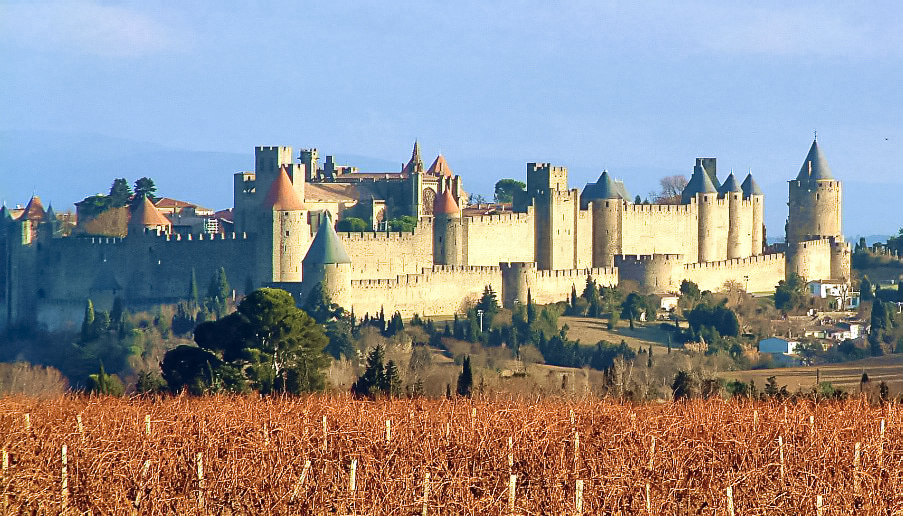
Ciudad amurallada de Carcasona, La Cité, posesión de la familia Trencavel, sitiada por las fuerzas cruzadas en agosto de 1209, durante la cruzada albigense.

En 1207, mientras Domingo y los otros cistercienses predicaban, el legado papal Pierre de Castelnau tomó la iniciativa de plantear un acuerdo general de paz a todos los condes y señores del Languedoc. Pedía la promesa de comprometerse a no emplear judíos en su administración (en intento de evitar préstamos que no fueran eclesiásticos), devolver a las iglesias el dinero no pagado en concepto de tributo, no contratar salteadores y, sobre todo, perseguir a los herejes cátaros.
Al conde Ramón VI de Tolosa le era imposible aceptar estas condiciones sin quebrantar los fundamentos de su poder, de modo que se negó. Fue excomulgado por ello el 29 de mayo de 1207. Decidió entonces prestar juramento y se le levantó la excomunión. Pero, evidentemente, no pudo llevar a cabo las peticiones y fue excomulgado de nuevo en una reunión en Saint-Gilles.
El 14 de enero de 1208, Castelnau fue asesinado cuando se disponía a cruzar el río Ródano, cuando volvía de la reunión de Saint-Gilles. La responsabilidad del asesinato fue atribuida a la nobleza local, no hay pruebas concluyentes que vinculen a Raimundo VI de manera directa. Sin embargo pero sobre Raimundo, sus tierras y los señores feudales occitanos con los que mantenía algún tipo de vínculo, cayó toda la responsabilidad. El papa Inocencio III acusó abiertamente al conde de Tolosa. La cruzada militar iba a sustituir a la cruzada pacífica.
En Felipe Augusto, rey de Francia, podía estar la clave política, pero estaba en guerra con el rey de Inglaterra y el reino francés no podía mantener dos ejércitos, uno para defenderse de Inglaterra y otro para perseguir herejes.
El 9 de marzo de 1208, el papa dirigió una carta a todos los arzobispos del Languedoc y a todos los condes, barones y señores del reino de Francia. Un fragmento de esta decía:

Despojad a los herejes de sus tierras. La fe ha desaparecido, la paz ha muerto, la peste herética y la cólera guerrera han cobrado nuevo aliento. Os prometo la remisión de vuestros pecados a fin de que pongáis coto a tan grandes peligros. Poned todo vuestro empeño en destruir la herejía por todos los medios que Dios os inspirará. Con más firmeza todavía que a los sarracenos, puesto que son más peligrosos, combatid a los herejes con mano dura.

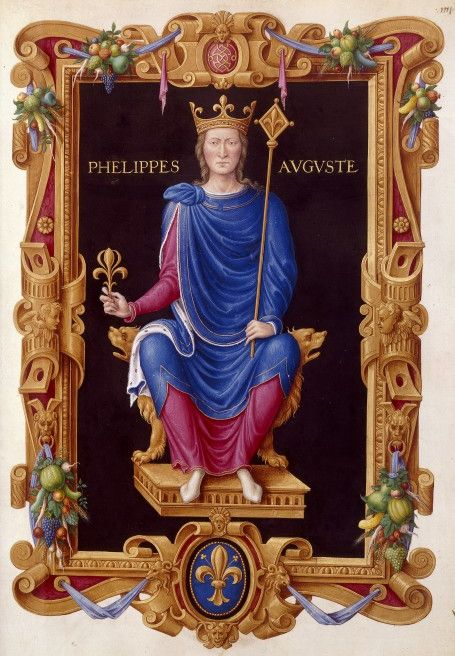
Felipe II de Francia

Así, otorgaba a quienes tomaran parte de la cruzada iguales privilegios concedidos para las cruzadas en Tierra Santa: absolución de los pecados y promesa del paraíso para los muertos en combate. Se añadió una cláusula específica suplementaria: las tierras «limpias de herejes» pasarían a ser posesión, de pleno derecho, del cruzado que las hubiera conquistado.
Se formó una numerosa tropa; en un territorio con diferentes señores feudales, mal defendido y poco habitado, la victoria podía parecer fácil a barones habituados a las cruzadas en ultramar. Fundamentalmente la fuerza bélica estaba formada por nobles venidos de Francia, no dispuestos a prolongar su estancia más allá de los cuarenta días reglamentarios de servicio d'Ost.
Muchos de estos nobles estaban motivados por una combinación de razones, incluyendo la búsqueda de tierras, poder y la defensa de la fe.
Simón de Montfort, barón de Amury, proveniente de Isla de Francia, destacaría como jefe militar de la cruzada; Arnaud Amaury, abad de Cîteaux, fue nombrado por el papa jefe religioso de la expedición. La financiación, en un principio, recayó en los prelados, que debían detraer de las poblaciones de sus diócesis el diez por ciento de los ingresos.
La concentración de tropas tuvo lugar en Lyon: 20 000 caballeros, más de 200 000 ciudadanos y campesinos, sin contar al clero. Así lo describe el trovador de la época Guillem de Tudèle; lo cierto es que la llamada concentró a una elevada tropa.
Los cruzados partieron hacia el Mediodía bajando por el valle del Ródano. Raimon Roger Trencavel, vizconde de Carcasona y conde de Béziers, cabalgó a su encuentro en un intento por llegar a un acuerdo con los legados papales. Nada tenía que ver con el asesinato de Pierre Castelnau, pero era sospechoso de herejía y fue rechazado. Trencavel se dirigió inmediatamente hacia Béziers, puso la ciudad y a sus cónsules en estado de defensa, partiendo inmediatamente hacia Carcasona para hacer lo propio.

### La campaña relámpago
Esta primera matanza, de 7000 a 8000 personas, que tuvo lugar principalmente en la iglesia de la Madeleine, no entraba en las costumbres de la época. La matanza fue vista por los cruzados como una forma de eliminar a los herejes y disuadir la resistencia.
La violencia en conflictos medievales era común, no era inusual en el contexto de las guerras de la época. 
Tras la conquista de Béziers, la cruzada avanzó hacia Carcasona, la masacre de Beziers causó efecto y todas las fortalezas y burgos iban capitulando sin ofrecer resistencia.

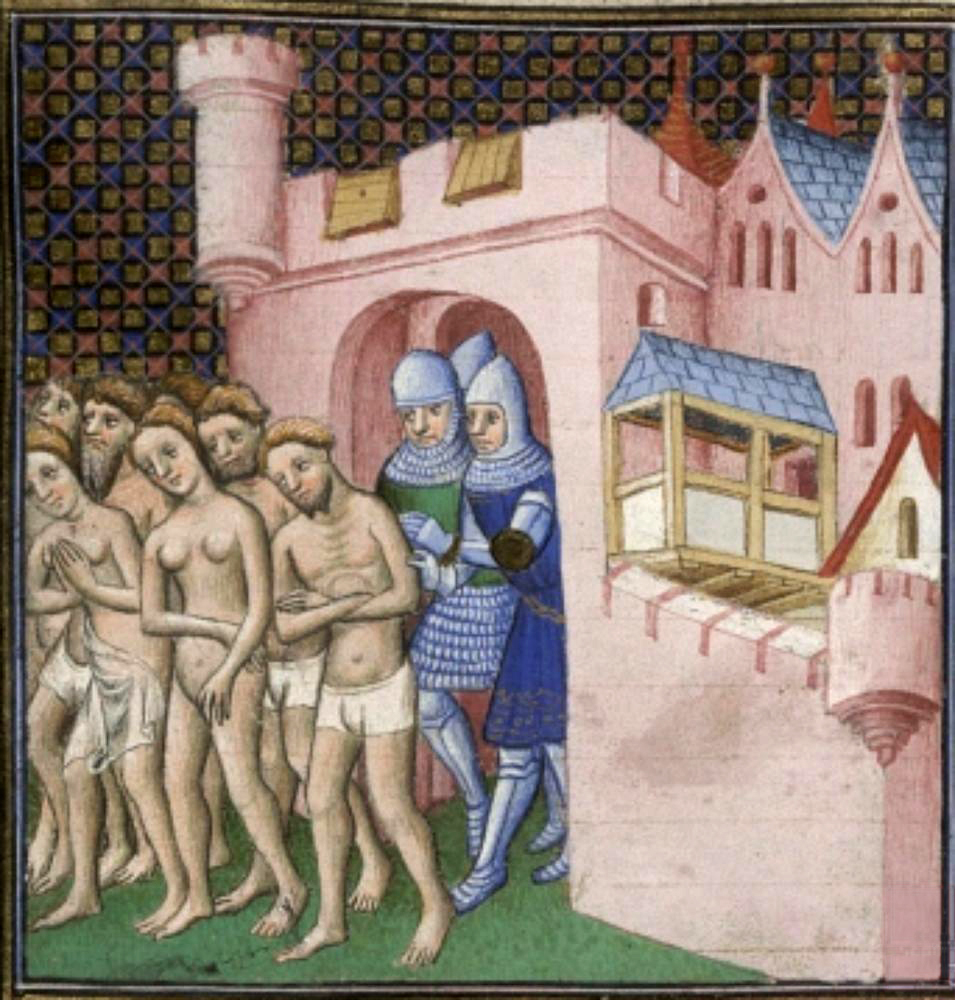
Los cátaros expulsados de Carcasona

Los cruzados llegaron a Carcasona el 1 de agosto de 1209. Pedro II de Aragón cabalgó hasta la ciudad solicitando condiciones de paz aceptables para su sobrino Raimon Roger Trencavel. Arnaud Amaury exigió a su vez sus condiciones: solo autorizar a Raimon Roger y doce acompañantes el abandonar la ciudad. Condiciones inaceptables para Trencavel que, con veinticuatro años, moriría en las mazmorras de la que había sido su propia fortaleza una vez tomada la Cité.
Reforzado en su puesto de jefe de los cruzados, Montfort emprende a continuación la conquista de la región de Rasez. Montréal, Preixan, Fanjeaux, Montlaur, Bram. Cada una de estas conquistas implicó resistencia y conflictos.

### Campañas de 1210 y 1211
Desde ahí pone cerco a Minerve. Es junio de 1210 y a la caída de la villa ciento cuarenta cátaros serán quemados vivos. A continuación durante cuatro meses asedia el castillo de Termes y acto seguido el de Puivert que caerá en solo tres días. Tras la caída de estos dos bastiones, Pierre-Roger de Cabaret decide entregar los castillos de Lastours al jefe cruzado a cambio de la liberación de Bouchard de Marly, señor de Saissac.
A finales de ese mismo año Montfort controla el este del Languedoc y es nombrado vizconde de Rasez. Está preparado para adentrarse en los dominios de los dos señores más poderosos de Occitania, los condes de Tolosa y Foix.
Y lo hará precisamente por la villa de Lavaur, a poco más de treinta kilómetros de la ciudad del Garona. El 3 de mayo de 1211 sus tropas entran en la ciudad desatando una feroz represión. Un relato discutido por historiadores es que el señor Aymeri de Montréal y ochenta de sus caballeros son ahorcados, su hermana Guiraude embarazada es lapidada en el fondo de un pozo y cuatrocientos cátaros quemados vivos.
A continuación se dirigen a la cercana Toulouse sin conseguir doblegarla. Para entonces Raimundo VI ha pedido ayuda a todos sus vasallos y al rey de Aragón y se dispone a presentar batalla.

### La batalla de Muret
La primera batalla con el bando occitano al completo se produjo en Castelnaudary en septiembre de 1211. El resultado fue incierto y pese a las abundantes bajas ambos bandos reclamaron la victoria para sí; pero solo fue el preámbulo de un enfrentamiento mayor.
Llamado por Ramón VI de Tolosa, Bernard IV de Comminges y Raimundo Roger de Foix, Pedro II de Aragón decide finalmente acudir en ayuda de sus súbditos en verano de 1213. Viene precedido por la aureola de su éxito en la batalla de las Navas de Tolosa en la que había participado junto con los otros reinos cristianos peninsulares.
El 30 de agosto pone cerco al castillo de Muret, a unos veinte kilómetros al suroeste de Toulouse, donde se refugian unos treinta caballeros cruzados. Simón de Montfort que se encontraba en aquel momento en Fanjeaux parte hacia Muret en compañía de otros mil caballeros llegando al mismo la víspera de la batalla.
El 12 de septiembre de 1213 las calles de Muret, estrechas y llenas de barricadas, sirven de refugio a los cruzados ampliamente superados en número por la alianza occitano-aragonesa, que sin embargo acabará sufriendo una derrota sin paliativos.
En un mismo día los occitanos pierden entre 10 000 y 15 000 hombres, además de al rey de Aragón Pedro II, y Foix, Narbona y Comminges pasan a manos de Simón de Monfort. En noviembre de 1215 el Concilio de Letrán IV desposee de sus tierras a Raimundo VI de Tolosa y Raimundo II Trencavel nombrando a Montfort duque de Narbona, conde de Tolosa y vizconde de Carcasona y Rasez, y a Arnaud Amaury arzobispo de Narbona.

### La reconquista occitana y la intervención real francesa
Inocencio III fallece en 1216 y su muerte desencadena una sublevación general en todo el Mediodía. Raimundo VI, que había estado rearmándose en el Condado de Barcelona junto con su hijo Raimundo VII, desembarca en Marsella (el Concilio de Letrán le había conservado sus posesiones provenzales) y retoma la lucha.

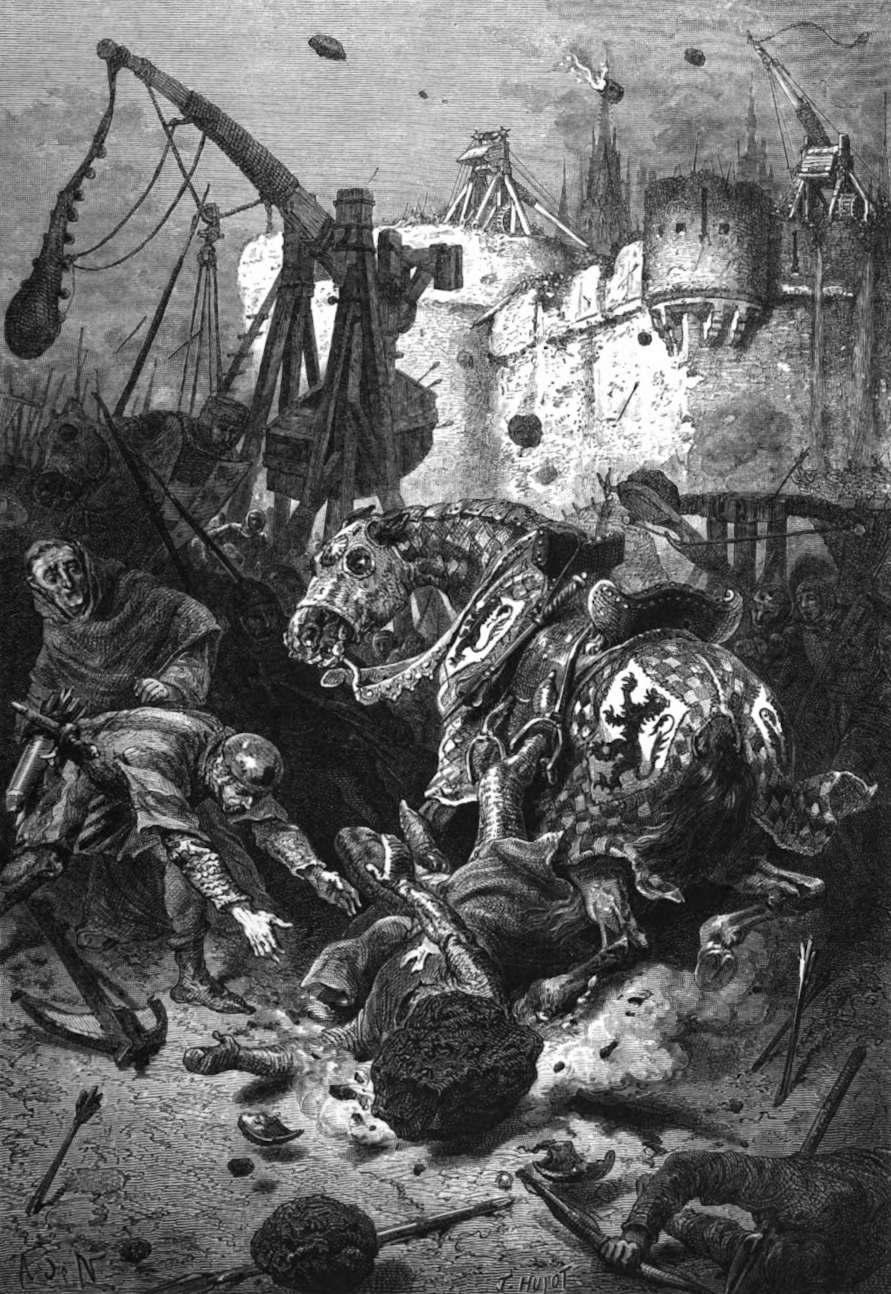
Muerte de Simón de Montfort durante el asedio a Toulouse

En agosto de 1216 derrota por primera vez a Montfort en Beaucaire. Este trata de deshacerse definitivamente de su adversario poniendo asedio a la ciudad de Toulouse, Se dice que el 25 de junio de 1218 una piedra de catapulta lanzada por mujeres desde la ciudad, según cuentan los cronistas, acierta a dar en el general enemigo y lo mata. Las circunstancias de su muerte son objeto de debate entre historiadores.
Su hijo, Amaury VI de Monfort, le sucede, pero no tenía el genio militar de su padre y es derrotado sucesivamente. En 1221 los cruzados abandonan el cerco de Castelnaudary donde habían encerrado al conde de Foix y huyen a Carcasona. Raimundo VII (su padre muere ese mismo año) se une a Roger-Bernard y recupera sucesivamente Montréal, Fanjeaux, Limoux y Pieusse. Continúa sus conquistas por las regiones de Carcassès y el bajo Razes y, en marzo de 1223, Mirepoix donde se encontraba Guy I de Lévis, Mariscal de la Fe y lugarteniente de Montfort, que deberá huir también hacia Carcasona.
Los cruzados han retrocedido hasta posiciones similares al inicio de la guerra y el nuevo papa Honorio III reacciona excomulgando al joven conde tolosano. Por su parte Luis VIII de Francia, se dice que por influencia de su esposa Blanca de Castilla, es convencido para que tome él mismo las riendas de la cruzada. En 1226 desciende con sus tropas francesas el valle del Ródano y somete Aviñón. Advertidos de la presencia de la armada real, los habitantes de Carcasona se rebelan contra la familia Trencavel, que se había vuelto a establecer en la ciudad, y es forzada a replegarse en Limoux. Finalmente tras escribir una carta el 17 de junio de 1227, Trencavel huye a Barcelona dejando sus tierras bajo la protección de Roger-Bernard de Foix.
Derrotado Trencavel y excomulgado Raimundo VII, los occitanos se ven forzados a firmar los humillantes términos del Tratado de Meaux.

### Últimas batallas, exilio y decadencia cátara
Aún intentaría en 1240 Trencavel recuperar sus antiguos dominios a la cabeza de un ejércitos de faydits (caballeros occitanos favorables al catarismo y desposeídos de sus dominios) de Rasez, el Carcasonés y Fenolleda apoyados por infantería aragonesa, pero en lugar de aprovechar el efecto sorpresa y dirigirse directamente a Carcasona, hacen acto de presencia en las fortalezas de la comarca de Minerve, la Montaña Negra y las Corbières, dando tiempo al senescal de la Cité, Guillaume des Ormes, a reforzar sus defensas. Finalmente el asedio fracasa y los condes de Tolosa y Foix deben acudir en ayuda de Trencavel para permitirle una rendición honorable y huir a Aragón.

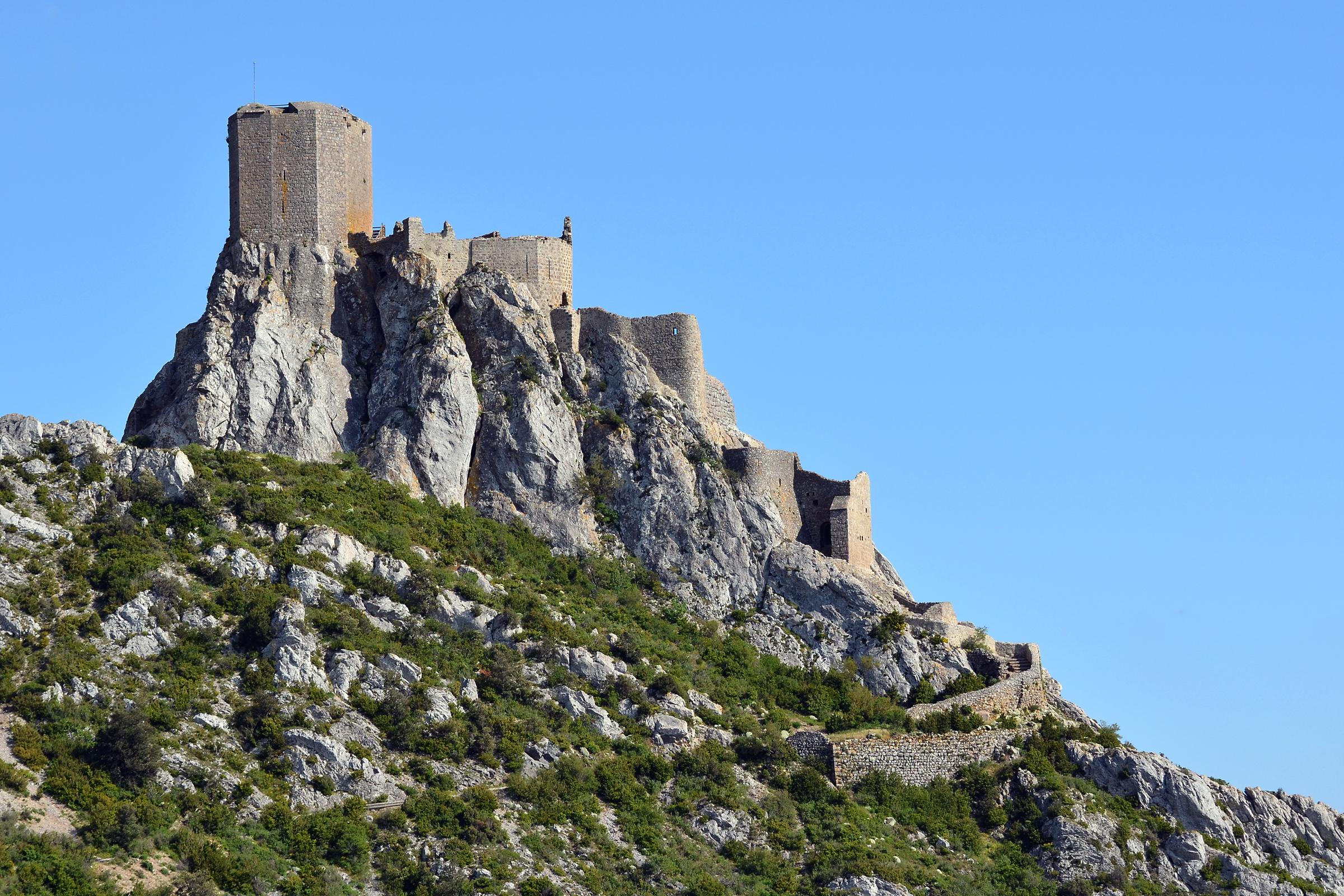
Castillo de Quéribus

En 1242 Raimundo VII de Tolosa con el apoyo de Trencavel, Almaric vizconde de Narbona y el conde de Foix se apropia de Rasez y a continuación del Minervois y Albi antes de entrar en Narbona. Los franceses resisten en Carcasona y Béziers, y las llamadas de Raimundo VII al alzamiento occitano y sus peticiones de ayuda a los duques de Bretaña, condes de Provenza y al rey de Aragón son desoídas. Luis IX se pone en marcha hacia el Languedoc a la cabeza de sus ejércitos obligando una vez más al conde tolosano a capitular. En enero de 1243 Raimundo VII hace acto de sumisión a Luis IX y es imitado por el conde de Foix y el vizconde de Narbona.
Pese a la derrota de los señores feudales, la herejía cátara siguió presente en el Mediodía. Para terminar de extirparla la Iglesia crea la Inquisición, que en un principio se centrará en reprimir a cátaros y valdenses. Su presencia es motivo de distintos alzamientos populares y de que los cátaros se retiren paulatinamente a fortalezas apartadas con la esperanza de sobrevivir alejados de las fuentes militares del conflicto. La caída de estos castillos y fortalezas, como la de Montsegur en 1244 y la de Quéribus en 1255, causará las últimas matanzas de la guerra y el fin del catarismo. La Inquisición seguirá actuando en la zona en los siguientes tres cuartos de siglo, pero con casos individuales, hasta que se da por extinguido.

## Consecuencias
La primera y más evidente consecuencia de la cruzada tuvo lugar en el plano religioso. El movimiento cátaro, aún sin dejar de ser minoritario y pese haber sido perseguido en otras partes de Europa, había alcanzado a lo largo el siglo XII una influencia creciente en la tolerante sociedad del Languedoc, incrementando su número de fieles, particularmente, entre los miembros de la nobleza. Como consecuencia de la guerra y la represión posterior el movimiento fue desorganizado y entró en decadencia; aunque logró sobrevivir en áreas periféricas del reino de Aragón y de Bosnia, su influencia acabó desapareciendo de Europa Occidental hacia principios del siglo XIV (definitivamente con la conquista turca de Bosnia). La Iglesia romana consolidó así, por la fuerza de las armas, su posición hegemónica antes de que la amenaza considerada herética se extendiera a toda la sociedad languedociana o a otros territorios. Además en el curso del conflicto nacieron dos instrumentos que le serían fundamentales en los siglos siguientes: la Inquisición y la Orden de los Hermanos Predicadores.

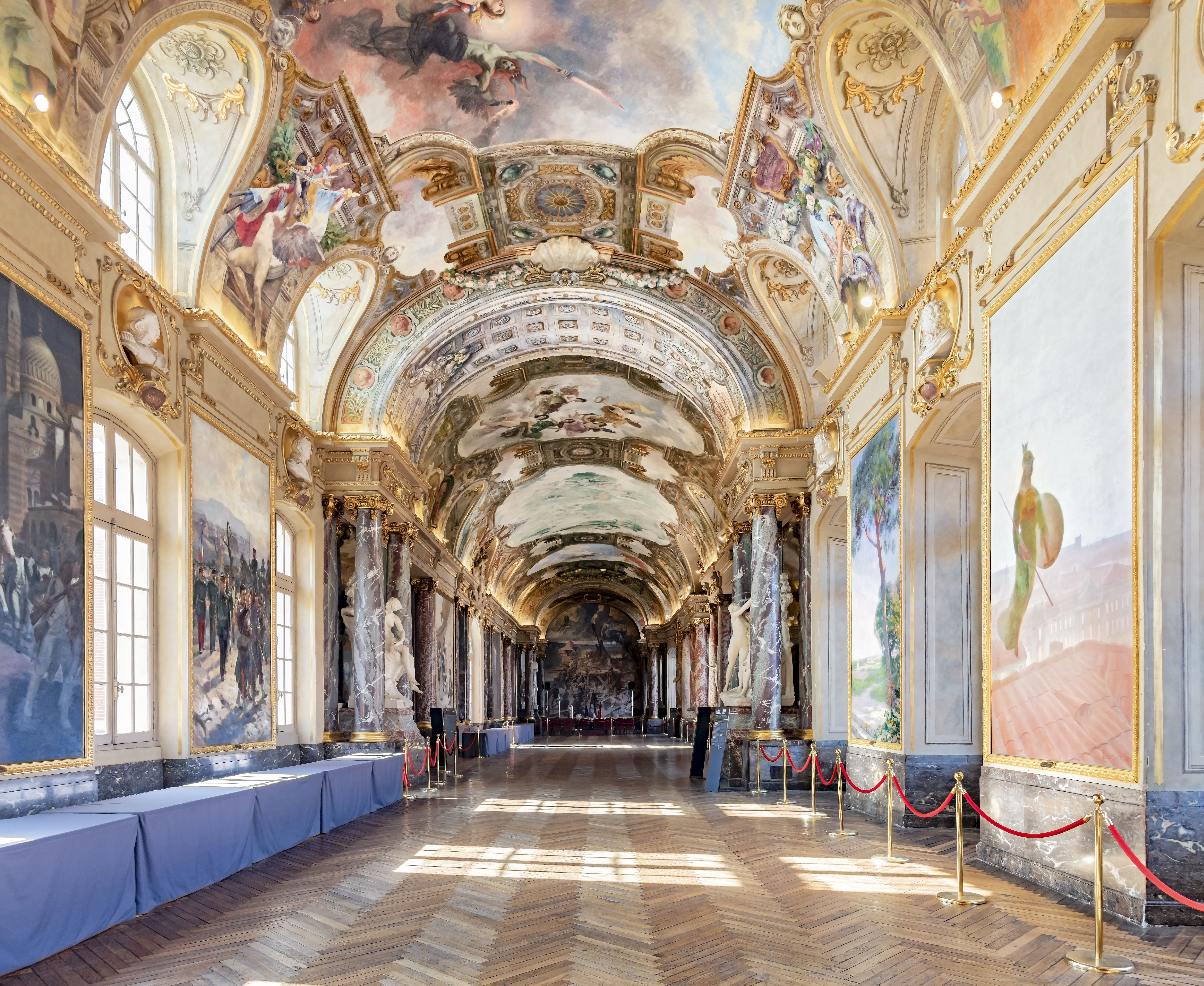
Galería de los ilustres del Capitolio de Toulouse, algunos frescos representan escenas de la cruzada

En el plano político hubo dos: el fin de la expansión aragonesa al norte de los Pirineos y la desaparición del Condado de Tolosa.
Los aragoneses sufrieron una doble derrota, militar en la batalla de Muret, y estratégica con la desaparición de territorios que les rendían vasallaje. Hasta aquel momento Tolosa, Carcasona, Foix, Provenza o Comminges habían sido teóricos vasallos del rey de Francia pero llevaban décadas actuando con independencia de la Isla de Francia, y en 1213 se habían declarado súbditos aragoneses. Tras la cruzada albigense casi todos estos territorios volvieron a la órbita francesa, quedando solo como posesiones de la Corona aragonesa el señorío de Montpellier (hasta 1349). Este retroceso en su expansión hacia el norte, unido a la limitación en sus avances hacia el sur (Sentencia Arbitral de Torrellas y Tratado de Elche) sería una de las causas de que la monarquía aragonesa se volcase en su expansión por el Mediterráneo en los siglos siguientes.
Por su lado la disolución del Condado de Tolosa y la integración de sus territorios en la Corona francesa fue especialmente trascendental por el momento en que se produjo. Dado el grado de autonomía, la riqueza comercial de los territorios controlados por los Saint-Gilles y su creciente peso estratégico al sumar otros señores feudales que le rendían pleitesía, no es descabellado suponer que el condado de Tolosa habría seguido ganando independencia con los años actuando como entidad independiente al estilo, por ejemplo, del Ducado de Bretaña. En su lugar, su inclusión dio acceso a Francia al Mediterráneo (lo que sería aprovechado por el propio san Luis IX para partir a las cruzadas desde Aigues-Mortes) y asentó su autoridad sobre unos territorios en los que apoyarse en la posterior guerra de los Cien Años (cabe recordar que el Mediodía limita con Aquitania).
En el plano cultural la inclusión tuvo como efecto una progresiva diglosia del idioma francés sobre el occitano. A partir de la Revolución francesa y el Primer Imperio las sucesivas leyes no hicieron sino fomentar esta inferioridad para potenciar el francés (dado que las lenguas periféricas eran percibidas como amenazas a la unidad nacional), lo que pondría el occitano incluso en peligro de desaparición hasta su renacimiento a finales del siglo XIX gracias a autores como Frédéric Mistral y movimientos como el Félibrige. Esta consecuencia es significativa por cuanto el occitano venía de vivir su edad de oro como lengua de los trovadores, y en el momento de la caída en desgracia del Condado de Tolosa la corte de esta ciudad era considerada como una de las más importantes de Europa en el plano cultural.
A mediados del siglo XX diversos investigadores e historiadores recuperaron la memoria de la cruzada albigense como reivindicación del patrimonio histórico-cultural de la región cultural francesa de Occitania, siendo el concepto del catarismo explotado actualmente con fines comerciales turísticos principalmente, como la marca Pays Cathare (País Cátaro) con que se promociona el departamento del Aude o los denominados castillos cátaros.

## Mentiras comunes
- Las monstruosas palabras: “Matadlos a todos; Dios reconocerá a los suyos”, que supuestamente habría proferido el legado papal en la captura de Béziers, no fueron pronunciadas nunca.[7]
- A menudo se presenta a los cátaros como un grupo homogéneo de herejes, pero en realidad tenían un sistema de creencias complejo y diverso, que incluía un fuerte dualismo y una ética de vida que rechazaba la materialidad.
- Aunque la Inquisición se utilizó para reprimir a los cátaros, su establecimiento y desarrollo fueron más amplios, abarcando diversas herejías y prácticas consideradas peligrosas para la ortodoxia católica.
- Si bien muchos cátaros promovían la paz y la no violencia, algunos grupos cátaros también participaron en la resistencia armada contra las fuerzas católicas, especialmente en la defensa de sus territorios.
- Aunque la religión fue un factor importante, también hubo motivaciones políticas y económicas, como el control territorial y la riqueza de las regiones cátaras, que jugaron un papel crucial en el conflicto.
- Aunque se oponían a muchas enseñanzas y prácticas de la Iglesia Católica, algunos cátaros mantenían una relación ambivalente con el cristianismo y sus raíces, considerando al Nuevo Testamento como una revelación de un Dios benevolente.
- Aunque la Iglesia logró su objetivo de suprimir el catarismo en gran medida, el conflicto dejó un legado de resentimiento y división en la región, y la represión no erradicó completamente las creencias cátaras.

## Cultura popular
- La novela Imperator (2010) de Isabel San Sebastián se desarrolla en el marco de esta cruzada.
- La novela La reina oculta (2007) de Jorge Molist se desarrolla en el marco de esta cruzada.
- La V entrega de la saga de videojuegos Broken Sword hace referencia a la huida de un grupo de cátaros del Castillo de Montsegur.
- El videojuego para PC L'Abbaye des morts creado por el español "Locomalito" se desarrolla en el marco de esta cruzada y en la aventura encarnamos a un cátaro que huye de soldados y se refugia en una abadía abandonada que esconde un oscuro secreto.
- La serie de televisión "El último reino" también hace referencia a la época de las cruzadas y las luchas religiosas, aunque no se centra exclusivamente en los cátaros. Sin embargo, refleja el ambiente de conflicto y la complejidad de las relaciones entre diferentes grupos religiosos.
- En la literatura histórica, obras como "Los cátaros" de Joaquín M. de la Torre ofrecen una visión más profunda sobre la vida y las creencias de los cátaros, así como su impacto en la historia medieval de Europa.
- Documentales y programas de televisión, como "La cruzada contra los cátaros", han explorado este periodo, analizando las causas y consecuencias de la cruzada albigense, así como la vida de los cátaros y su legado cultural.